# Gallirallus calayanensis
Il rallo di Calayan (Gallirallus calayanensis sin. Aptenorallus calayanensis D. Allen, Oliveros, Espanola, Broad e Gonzalez, 2004) è un uccello della famiglia dei Rallidi originario delle Filippine. Incapace di volare, è stato scoperto solamente nel maggio del 2004.
È una delle due uniche specie attuali del genere Gallirallus, insieme al weka (G. australis) della Nuova Zelanda. In passato molte altre specie di questo genere vivevano in molte isole del Pacifico, ma si sono estinte quando esse sono state colonizzate dall'uomo.

## Descrizione
Pur non essendo ad esso imparentato, il rallo di Calayan somiglia moltissimo sia nelle dimensioni che nell'aspetto fisico al rallo di Okinawa (Hypotaenidia okinawae), diffuso sull'isola omonima, appartenente al Giappone.
È un Rallide di media grandezza, di dimensioni intermedie tra quelle di un piccolo corvo e quelle del rallo barrato (Hypotaenidia torquata). Ha un piumaggio di colore scuro, grigio-oliva, zampe e becco rossi e muscoli alari molto deboli.

## Distribuzione e habitat
Il rallo di Calayan vive unicamente sull'isola omonima, non più grande di Singapore, che fa parte del piccolo arcipelago delle Babuyan, a nord di Luzon.
Inizialmente si riteneva che il rallo di Calayan vivesse solo nelle foreste pluviali che si sviluppano su terreni di calcare corallino, pervasi da doline a inghiottitoio e caverne, ma in seguito è stato regolarmente avvistato anche su terreni non calcarei. Talvolta ha fatto la sua comparsa anche tra i giovani alberelli delle aree degradate di foresta secondaria e addirittura nelle piantagioni di palme da cocco con sottobosco di felci, adiacenti alla foresta. Sembra prediligere le aree vicine ai torrenti. Raramente è stato avvistato anche in risaie e radure aperte. L'olotipo venne catturato a 300 m di altitudine.

## Biologia
Si nutre sul terreno, rivoltando col becco la lettiera di foglie, e sembra quasi del tutto incapace di volare. Il suo nido è stato visto un'unica volta: era costruito sul terreno, alla base di un albero di fico, ed era fatto di foglie secche e di steli; conteneva tre uova.

## Conservazione
Il rallo di Calayan è stato scoperto solamente l'11 maggio del 2004. Non sorprende che sia rimasto sconosciuto così a lungo, dal momento che l'ultima visita di un ornitologo sull'isola risaliva a circa cento anni fa. La biologa Carmela Española, che stava conducendo uno studio sull'isola, rimase colpita da alcuni richiami di origine sconosciuta provenienti dalla foresta; dopo aver seguito la provenienza di questi suoni si trovò di fronte un Rallide sconosciuto di colore scuro. Dopo aver chiesto notizie ai locali, ai quali l'uccello era molto familiare, e aver comparato i richiami con quelli degli altri Rallidi presenti nella zona, la Española si accorse di essersi trovata di fronte una specie nuova per la scienza.
La specie si è rivelata altamente specializzata nella scelta dell'habitat, il che significa che l'areale disponibile si estende unicamente per circa 10 km². Anche se su Calayan vi sono solo circa 100-200 coppie nidificanti, l'habitat del rallo è incontaminato e sembra che finora non vi siano motivi per temere una sua diminuzione. Dal momento che il suo ambiente prediletto non è adatto per usi agricoli, gli studiosi sperano che la popolazione rimanga stabile. Tuttavia, in questi anni sta andando avanti il progetto di costruzione di una strada attorno al perimetro dell'isola, che potrebbe attrarre un maggior numero di coloni, seguiti da cani, gatti e ratti, potenziali predatori del rallo.